# Intent de cop d'estat a Geòrgia de 1920
El cop d'estat de Maig de 1920 va ser un intent sense èxit dels bolxevics de prendre el poder a la República Democràtica de Georgia. Confiant en el 11è Exèrcit Roig de la Rússia soviètica en actiu en la veïna Azerbaidjan, els bolxevics van intentar prendre el control d'una escola militar i de les oficines del govern a la capital de Geòrgia, Tbilisi el 3 de maig. El govern de Geòrgia va contenir els enfrontament a Tbilissi i va concentrar les seves forces amb èxit a blocar l'avenç de les tropes russes en la frontera entre l'Azerbaidjan i Geòrgia. La resistència de Geòrgia, que estava lliurant una dura guerra amb Polònia, va persuadir als líders rojos a posposar la sovietització de Geòrgia i a reconèixer aquest territori com a nació independent en el tractat de Moscou, el 7 de maig.

## Context històric
Després de fracassar en la presa del govern a Geòrgia arran de la revolució russa de 1917, la majoria dels dirigents bolxevics de Geòrgia es van reubicar a la Rússia Soviètica, des d'on van guiar les activitats clandestines que tenien com a objectiu minar el govern de Tbilissi, liderat pels menxevics. Hi va haver una sèrie d'intents de dirigir una revolució de camperols contra els menkevics que van ser avortats entre 1918 i 1919, però igualment s'estava preparant una revolta a més gran escala.
L'enderrocament de la República Democràtica d'Azerbaidjan per l'Exèrcit Roig l'abril de 1920 va crear un precedent pels bolxevics a Geòrgia. Geòrgia havia estat en una aliança defensiva amb l'Azerbaidjan d'ença de 1919, però el govern menxevic havia dubtat d'implicar-se en el conflicte. En el seu discurs del 30 d'abril, el Primer Ministre de Geòrgia Noe Jordània va declarar que el seu país s'havia estat preparant per intervenir ajudanta l'Azerbaidjan amb la condició que el poble d'aquest país lluités per la seva independència. Però com que els Rojos es van trobar una resistència mínima a Bakú, el govern de Geòrgia va decidir no prendre part, una decisió que va ser fortament criticada per l'oposició. En conclusió, Jordània va declarar que Geòrgia, si era atacada, defensaria la seva independència.

## Intent de cop
Grigori Ordjonikidze, un comissari bolxevic de l'Exèrcit Roig al Caucas i aliat proper d'Iósif Stalin, va intentar persuadir el dirigent rus Lenin per permetre un avenç a Georgia. L'1 de maig, el govern de Geòrgia va ordenar la mobilització i va nomenar el General Giorgi Kvinitadze, Director de la Universitat Militar de Tbilissi, com a comandant en cap. Els bolxevics de Geòrgia, que tenien una confiança plena que l'Exèrcit Roig continuaria la seva marxa a Geòrgia, ja no va dubtar més. Seguint les manifestacions i els disturbis del Dia Internacional dels Treballadors, l'1 de maig, a Tbilissi, els bolxevics van formar i donar suport a grups armats per prendre el control d'edificis del govern. En la nit del 2 al 3 de maig, uns 25 militants bolxevics van atacar la Universitat Militar de Tbilissi com a pas preliminar a la presa del poder. El General Kvinitadze seguia allà, i ell i els seus cadets van resistir, assassinant i ferint diversos dels atacants. Després, els capatassos, tres bolxevics armenis, van ser executats. L'intent d'agafar el poder havia fallat i els bolxevics van ser acorralats per tot Tbilissi i en altres ciutat de Geòrgia.

## Enfrontaments a la frontera
Mentrestant, l'Exèrcit Roig, va prendre la frontera entre Geòrgia i l'Azerbaidjan i va continuar avançant en territori georgià aparentment per iniciativa pròpa d'Ordzjnikidze. Després de la victòria en els aldarulls de Tbilissi, el govern de Geòrgia va concentrar totes les seves forces en la frontera i va rebutjar els destacaments de l'Exèrcit Roig, escenificant una contra-ofensiva. El govern rus va intentar defensar que aquesta batalla era un conflicte local entre Geòrgia i l'Azerbaidjan soviètic. Mostrant una hostilitat renovada amb Polònia, el soviètics van concloure que en aquestes circumstàncies era massa costós obrir un segon front per ocupar Georgia. Lenin va decidir de moment deixar l'intent i acordar en negociacions per les quals una delegació de Geòrgia havia estat a Moscou des de finals d'abril, dies abans de l'intent d'invasió. Al 7 de maig de 1920, Rússia i Georgia van signar un tractat de reconeixement mutu.